# Крімець Єгор Володимирович
Єгор Крімець (узб. Egor Krimets, нар. 27 січня 1992, Ташкент) — узбецький футболіст українського походження, захисник. Відомий виступами за «Пахтакор» і національну збірну Узбекистану.

## Клубна кар'єра
У дорослому футболі дебютував 2011 року виступами за команду клубу «Пахтакор», в якій провів один сезон, взявши участь у 39 матчах чемпіонату. 
2013 року на умоах оренди захищав кольори команди китайського «Бейцзін Гоань», згодом протягом 2016—2017 років знову був орендований в «Бейцзін Гоань».
До складу клубу «Пахтакор» знову повернувся 2018 року.

## Виступи за збірні
Протягом 2010–2012 років залучався до складу молодіжної збірної Узбекистану. На молодіжному рівні зіграв у 4 офіційних матчах.
2013 року дебютував в офіційних матчах за національну збірну Узбекистану.
У складі збірної був учасником кубка Азії з футболу 2015 року в Австралії, кубка Азії з футболу 2019 року в ОАЕ.

## Титули і досягнення
- Чемпіон Узбекистану (6):

«Пахтакор»: 2012, 2014, 2015, 2019, 2020, 2021
- Володар Кубка Узбекистану (3):

«Пахтакор»: 2011, 2019, 2020
- Володар Кубка узбецької ліги (1):

«Пахтакор»: 2019
- Володар Суперкубка Узбекистану (1):

«Пахтакор»: 2021